# Bitwa pod Sarbinowem
Bitwa pod Sarbinowem (niem. Zorndorf) – starcie zbrojne, które miało miejsce 25 sierpnia 1758, w czasie wojny siedmioletniej między wojskami pruskimi króla Fryderyka Wielkiego a wojskami rosyjskimi generała Wilhelma Fermora, Anglika w służbie cesarzowej Elżbiety.

## Przed bitwą
Fryderyk II miał zamiar zniszczyć wkraczające na Śląsk oddziały rosyjskie, które wcześniej spustoszyły okolicę Kostrzyna, choć samego miasta nie udało im się zdobyć. Po zgromadzeniu wojsk król pruski przekroczył Odrę na północ od Kostrzyna i odcinając jeden z rosyjskich korpusów skierował się na główne siły wroga. Do spotkania obu armii doszło pod Sarbinowem.
Siły Fryderyka składały się z 25 tys. piechoty (38 batalionów), ok. 10 tys. jazdy (83 szwadrony) i 193 dział. Siły rosyjskie liczyły ogółem ok. 44 tys. żołnierzy, w tym ponad 36 tys. piechoty (55 batalionów), 6 200 jazdy (21 szwadronów, z czego połowę stanowili Kozacy) i 240 dział. Poza tym Rosjan wspomagali jeszcze Kałmucy w sile ok. 1800 ludzi, nie będący jednak formalnie żołnierzami.
Wojska rosyjskie zajęły w nocy z 23 na 24 sierpnia 1758 roku pozycje pomiędzy Chwarszczanami a Sarbinowem. Pozycje te wzmocnione były poprzez liczne naturalne wąwozy i potoki przecinające okolice. Chcąc zaskoczyć przeciwnika i rozpocząć bitwę na lepszych pozycjach, wojska Fryderyka w nocy z 24 na 25 sierpnia obeszły pozycje rosyjskie, próbując wyjść na ich tyły. Manewr Fryderyka został jednak zauważony przez patrole kozackie i między 4 a 5 rano Fermor rozkazał zmienić szyki swojego wojska o 180 stopni. Operacja ta spowodowała, że pierwsza linia rosyjska stała się drugą, a prawe skrzydło lewym i odwrotnie. Flanki piechoty chronione były jednak przez strome wąwozy, których dnem płynęły strumienie o bagnistych brzegach. Poza wąwozami stanęła jazda lewego i prawego skrzydła oraz Kozacy na skrzydle lewym.
Fryderyk Wielki tuż po 8 ustawił swoje wojska pomiędzy Krześnicą a Sarbinowem. Zdecydował się atakować prawe, zachodnie skrzydło rosyjskie, oddzielone wąwozem od reszty szyku. W tym celu skupił na swoim lewym skrzydle większe siły: 23 bataliony piechoty, prawie połowę jazdy (36 szwadronów – 4 800 szabel) i większość artylerii, a na prawym 15 batalionów piechoty, 27 szwadronów jazdy i 57 dział. Na odwód składało się 20 szwadronów jazdy.

## Bitwa

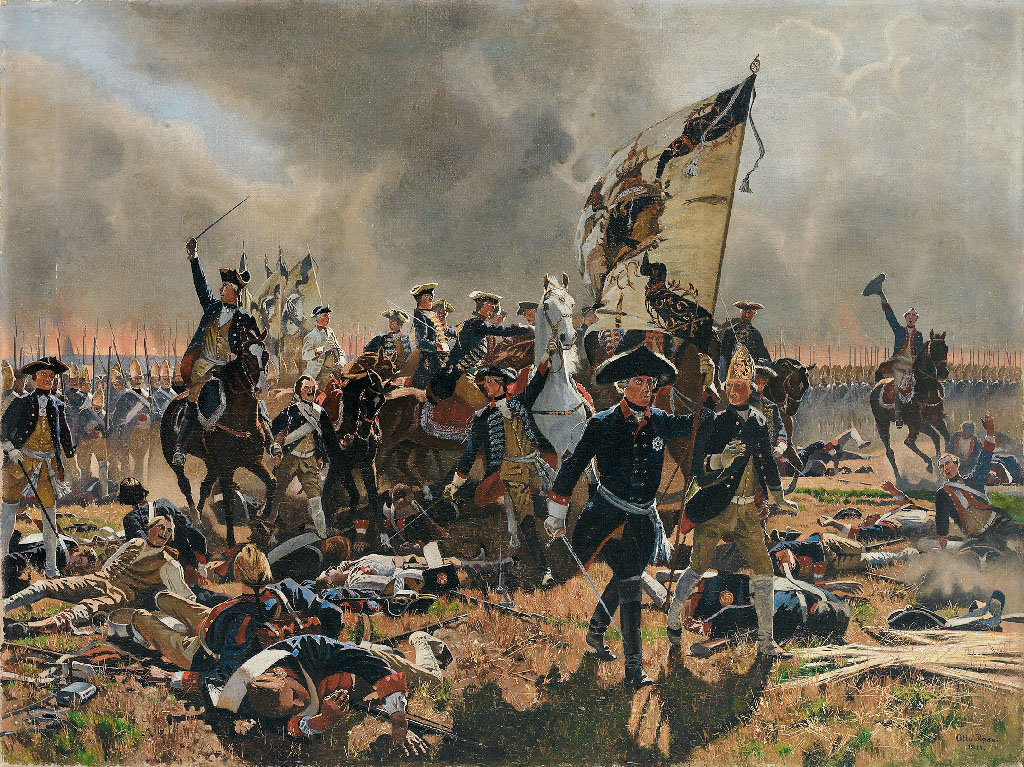
Fryderyk II w bitwie pod Sarbinowem, obraz Carla Röchlinga

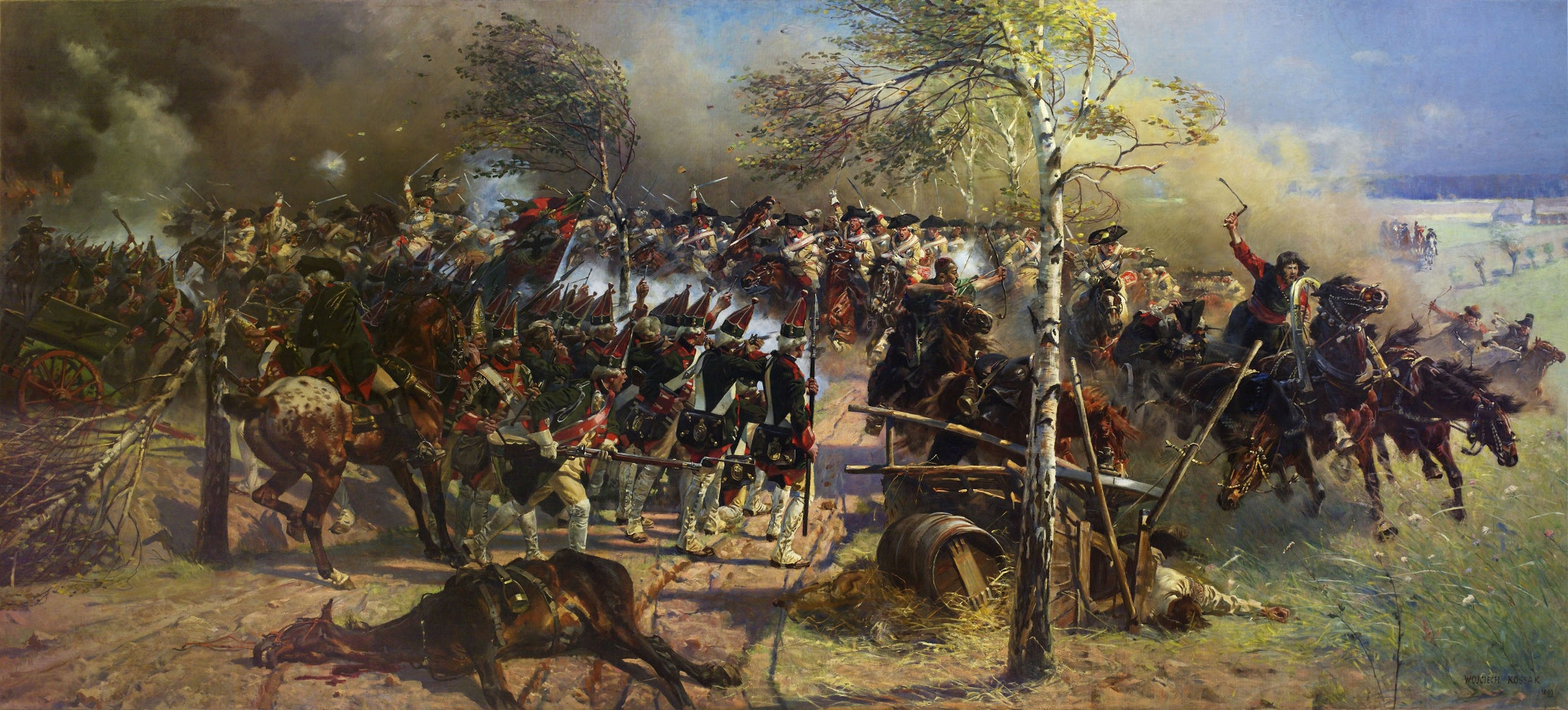
Bitwa pod Sarbinowem, obraz pędzla Wojciecha Kossaka

Ok. godz. 9 rozpoczął się dwugodzinny pojedynek artyleryjski obu wojsk, po którym do ataku ruszyła pruska piechota. Kartacze rosyjskie wybiły krwawe szczerby w pruskich szykach. Piechota rosyjska prawego skrzydła, której zaczęło brakować amunicji, z odległości 40 kroków przeszła do ataku na bagnety. Prusacy zostali odrzuceni. W tym momencie do boju ruszyła jazda rosyjska prawego skrzydła. Awangarda pruskich piechurów załamała się i uciekła w panice do Sarbinowa i Krześnicy, goniona przez Rosjan. Dla powstrzymania Rosjan Fryderyk rzucił do boju swój odwód – 20 szwadronów dragonów. Nie mogli oni jednak powstrzymać rosyjskiego natarcia. Sytuacja Prusaków stała się bardzo poważna. Na rozkaz Fryderyka interweniowała kawaleria pruskiego lewego skrzydła, wykorzystując nadmierne wyjście do przodu oddziałów pościgowych. Pruscy kirasjerzy, huzarzy i dragoni wykonali szarżę na Rosjan z prawego boku i od tyłu. Część batalionów rosyjskiego prawego skrzydła została rozbita. Tłum spanikowanych piechurów rosyjskich porwał także swojego wodza gen. Fermora. Jednak ten moment załamania nie przesądził o losach bitwy. Część prawoskrzydłowych oddziałów rosyjskich nadal stawiała twardy opór, wspierany ogniem artylerii. Kawaleria pruska zmuszona została wycofać się.
Około godz. 15 ruszyło natarcie pruskie na lewe skrzydło Rosjan. Jednak na flankę Prusaków uderzyła kawaleria rosyjska lewego skrzydła. Zdobyła wysuniętą przed właściwy szyk baterię pruską bronioną tylko przez batalion piechoty. Zaatakowało prawe skrzydło piechoty Fryderyka II, rozbijając kilka batalionów. Atak został powstrzymany przez ogień resztek piechoty pruskiego prawego skrzydła i szarżę oddziałów jazdy. Dragoni pruscy odbili baterię. Jazda rosyjska wycofała się, a wtedy Prusacy wykonali kontratak. Udało się im odrzucić lewe skrzydło rosyjskie. Wycofało się ono aż do Chwarszczan, a jego część została wpędzona w błota Dworskiego Bagna. Lewoskrzydłowa kawaleria pruska podjęła w tym czasie kilkakrotnie bezskuteczne szarże na centrum i prawe skrzydło rosyjskie. Zostało ono w ten sposób związane walkami, ale uchyliło się od ciosów na rozkaz Fermora, który zdążył już powrócić na pole bitwy, i wycofało się na zachód. Kolejne ataki pruskie Rosjanie wytrzymali na zajętych pozycjach. Po godz. 20 Fryderyk II zdał sobie sprawę z całkowitego wyczerpania swego wojska i zrezygnował z kontynuowania bitwy. Zamknął jedynie Rosjanom drogę na wschód do ich taborów i magazynów, ale nie miał sił do dalszej walki.

## Po bitwie
Przez całą dobę obie armie pozostawały z niewielkimi zmianami na swoich pozycjach. Doszło tylko do krótkich starć luźnych oddziałów. W nocy z 26/27 sierpnia Rosjanie zaryzykowali i wycofali się wąskim przesmykiem szerokości niecałych 5 km między armią pruską i bagnami Warty do swego obozu pod Kamieniem Małym. Prusacy w czasie tego przemarszu nie uderzyli na Rosjan, brakowało im na to już sił. Wojska Fryderyka II stanęły obozem pod Dąbroszynem 2,5 km od obozu Rosjan. Przez parę dni obie armie pozostawały na tych stanowiskach. 31 sierpnia Rosjanie rozpoczęli wycofywanie się na swoje zimowe leża do Wielkopolski. Król Prus ze swoim wojskiem udał się do Saksonii, by podjąć działania przeciw Austriakom.

## Podsumowanie

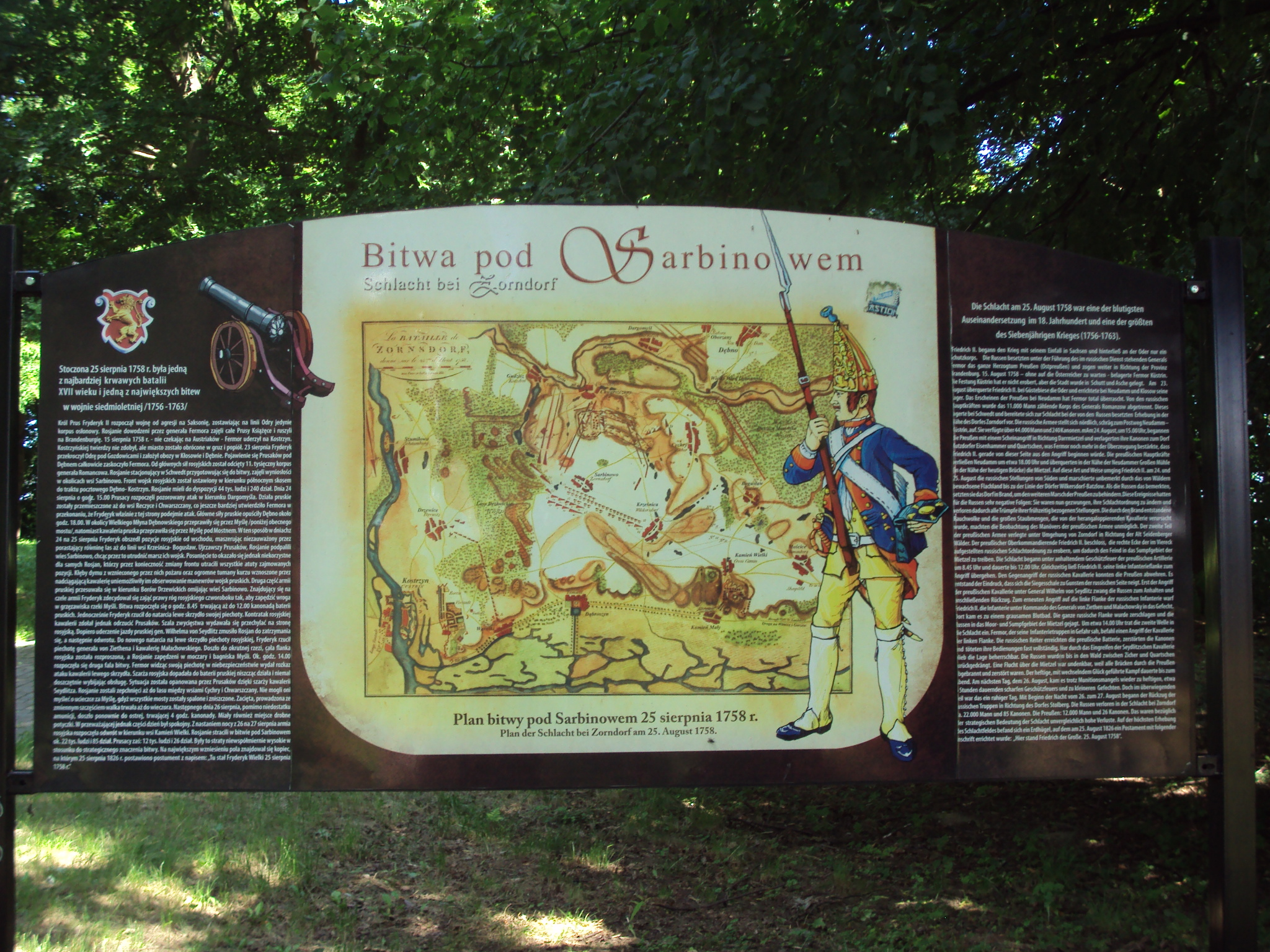
Tablica informacyjna w miejscu bitwy pod Sarbinowem

Bitwa pozostała taktycznie nierozstrzygnięta, choć obie strony po dziś dzień roszczą sobie prawo do zwycięstwa. Straty obu stron były bardzo dotkliwe – zginęło lub zostało rannych 11 do 12 tys. Prusaków i 15 do 19 tys. Rosjan.

### Polacy w bitwie
W obu armiach służyli też Polacy. Po stronie pruskiej walczyli huzarzy Pawła Józefa Małachowskiego. Byli to ochotnicy rekrutujący się spośród młodzieży szlacheckiej, którzy wstąpili do armii Fryderyka i kształcili się w pruskich szkołach wojskowych. Sformowano z nich 12 chorągwi po 100 jeźdźców. Po stronie rosyjskiej wśród biorących udział w bitwie Polaków walczył m.in. książę Lubomirski oraz przyszły hetman wielki koronny Franciszek Ksawery Branicki.